# Oedignatha carli
Oedignatha carli är en spindelart som beskrevs av Eduard Reimoser 1934. Oedignatha carli ingår i släktet Oedignatha och familjen flinkspindlar. Inga underarter finns listade i Catalogue of Life.